# Светлов, Николай Егорович
Николай Егорович Светлов (1852 — не ранее 1917) — участник Русско-турецкой войны 1877—1878 годов, начальник штаба Казанского военного округа, генерал от инфантерии.

## Биография
Светлов родился 1 декабря 1852 года в семье священнослужителя Рязанской епархии. Первоначальное образование получил в Рязанской духовной семинарии, но затем вышел из духовного сословия, поступив 14 августа 1871 года в 3-е военное Александровское училище, из которого 10 августа 1873 года был выпущен с чином прапорщика в Кавказскую гренадерскую артиллерийскую бригаду. 26 ноября 1874 года произведён в подпоручики.
Во время Русско-турецкой войны 1877 — 1878 годов Светлов в чине поручика (9 декабря 1876 года), затем штабс-капитана (26 декабря 1877 года) состоял старшим адъютантом в управлении начальника артиллерии действующего корпуса Кавказской армии (с 18 октября 1876 года по 20 июня 1878 года), за оказанные отличия получив четыре боевых ордена.
С 20 июня по 1 ноября 1878 года Светлов являлся старшим адъютантом в управлении начальника артиллерии Карсского отряда, с 21 марта по 23 июля 1879 года — в управлении начальника артиллерии 1-го Кавказского армейского корпуса, а затем поступил в Николаевскую академию Генерального штаба. Окончив академию по 1-му разряду в 1882 году, капитан (4 апреля 1882 года) Светлов был причислен к Генеральному штабу, а затем переведён в Генеральный штаб, на должностях которого находился на протяжении всей дальнейшей службы.
С 16 июля 1882 года он состоял старшим адъютантом штаба 35-й пехотной дивизии, а с 14 июля 1883 года по 1 февраля 1885 года — штаба 1-й гренадерской дивизии, затем на протяжении 17 лет являлся начальником отделения Главного штаба (с 24 марта 1885 года по 10 февраля 1902 года), получив чины подполковника (24 марта 1885 года), полковника (9 апреля 1889 года) и генерал-майора (10 апреля 1899 года). За этот период Светлову неоднократно объявлялось Высочайшее благоволение (в 1888, 1891, 1898, 1900, 1901 годах).
10 февраля 1902 года он перешёл в строй (оставаясь в списках Генерального штаба), получив назначение начальником 1-й Кавказской стрелковой бригады, 23 ноября 1904 года был назначен командующим 21-й пехотной дивизией, а 17 апреля 1905 года произведён в генерал-лейтенанты с утверждением в должности начальника дивизии.
29 апреля 1906 года Светлов был назначен начальником штаба Казанского военного округа. К периоду его службы в этой должности (1908 год) относится описанный в воспоминаниях А. И. Деникина инцидент: на совещании старших начальников Казанского военного округа, в котором председательствовал, как временно командующий войсками, Светлов, герой Русско-японской войны генерал А. Д. Шилейко, начальник 54-й пехотной резервной бригады, поднял вопрос о несоответствии командующего войсками округа А. Г. Сандецкого занимаемой должности:

...во главе округа стоит человек — заведомо ненормальный и что на них на всех лежит моральная ответственность, а на Светлове и служебная, за то, что они молчат, не доводя об этом до сведения Петербурга. Генералы, и в том числе Светлов, смешались, но не протестовали. Спустя некоторое время Шилейко послал военному министру подробный доклад о деятельности ген. Сандецкого, повторив то определение, которое он сделал на пензенском совещании и сославшись на согласие с ним всех участников его... Доклад этот был препровожден министром на заключение... ген. Сандецкого. Трепещущий Светлов понёс переписку во дворец командующего вместе со своим прошением об отставке. Что было во дворце — неизвестно. Но в конечном результате Шилейко был уволен от службы; Светлов, против ожидания, остался…

Другой инцидент был связан с самим Деникиным: после одной из острых публикаций последнего в "Армейских заметках" в "Разведчике" Светлов, также временно командовавший округом ввиду отсутствия Сандецкого, решил привлечь Деникина за неё к судебной ответственности, но составленный им доклад об этом не был утверждён Сандецким.
1 декабря 1912 года Светлов был произведён в генералы от инфантерии с увольнением от службы по возрастному цензу с мундиром и пенсией и поселился в Санкт-Петербурге. На 1917 год он проживал вместе с супругой Еленой Тимофеевной (детей у них не было) в Петрограде по адресу: Матвеевская, 11; о его дальнейшей судьбе сведения отсутствуют.

## Награды
За свою службу Светлов был награждён многими орденами, в их числе:
- Орден Святой Анны 3-й степени с мечами и бантом (1877 год)
- Орден Святого Владимира 4-й степени с мечами и бантом (1877 год)
- Орден Святого Станислава 3-й степени с мечами и бантом (1878 год)
- Орден Святого Станислава 2-й степени с мечами (1878 год)
- Орден Святой Анны 2-й степени (1883 год)
- Орден Святого Владимира 3-й степени (1892 год)
- Бухарский орден Золотой Звезды 2-й степени (1898 год)
- Командорский крест ордена Звезды Румынии (1899 год)
- Орден Святого Станислава 1-й степени (1901 год)
- Орден Святой Анны 1-й степени (1908 год)
- Орден Святого Владимира 2-й степени (6 декабря 1911 года)